# Artère sphénopalatine
L'artère sphénopalatine est une artère systémique de la tête. Elle est la principale source de vascularisation de la muqueuse nasale.

## Origine
L'artère sphénopalatine est la principale branche terminale de la troisième portion de l'artère maxillaire .

## Trajet
L'artère sphénopalatine pénètre dans la cavité nasale derrière le méat nasal supérieur en passant par le foramen sphénopalatin.
Elle se divisent rapidement en plusieurs branches : les rameaux septaux postérieurs de l'artère sphénopalatine et les artères nasales postéro-latérales.
Au niveau du septum nasal elle s'anastomose avec les branches de l'artère grande palatine dans la zone de Kiesselbach.

## Aspect clinique
L'artère sphénopalatine est l'artère responsable des saignements de nez les plus graves. Il peut être ligaturé chirurgicalement ou bloqué sous guidage radiologique avec des techniques peu invasives.